# Йонкблут, Виллем Йозеф Андреас
Ви́ллем Йо́зеф Андре́ас Йонкблу́т (нидерл. Willem Jozef Andries Jonckbloet; 6 июля 1817, Гаага — 19 октября 1885, Висбаден) — голландский историк литературы.
Профессор Лейденского университета, член второй палаты генеральных штатов.
Считается, что Йонкблут создал первую научную историю нидерландской литературы.

## Работы
Его сочинения:
- «Over middelnederlandschen Versbouw» (1849);
- «Nalezing Spieghel Historiad v. Maerlant» (1849);
- «Les Romans de la charette» (1850);
- «Geschiedenis der middelnederlandsche Dichtkunst» (1851—1855);
- «Guillaume d’Orange, chansons de geste des XI et XII stècles» (1854);
- «Geschiedenis der nederlandsche Letterkunde» (2 изд., 1887).

Последний труд в своё время считался лучшей историей нидерландской литературы.